# Helen Langehanenberg

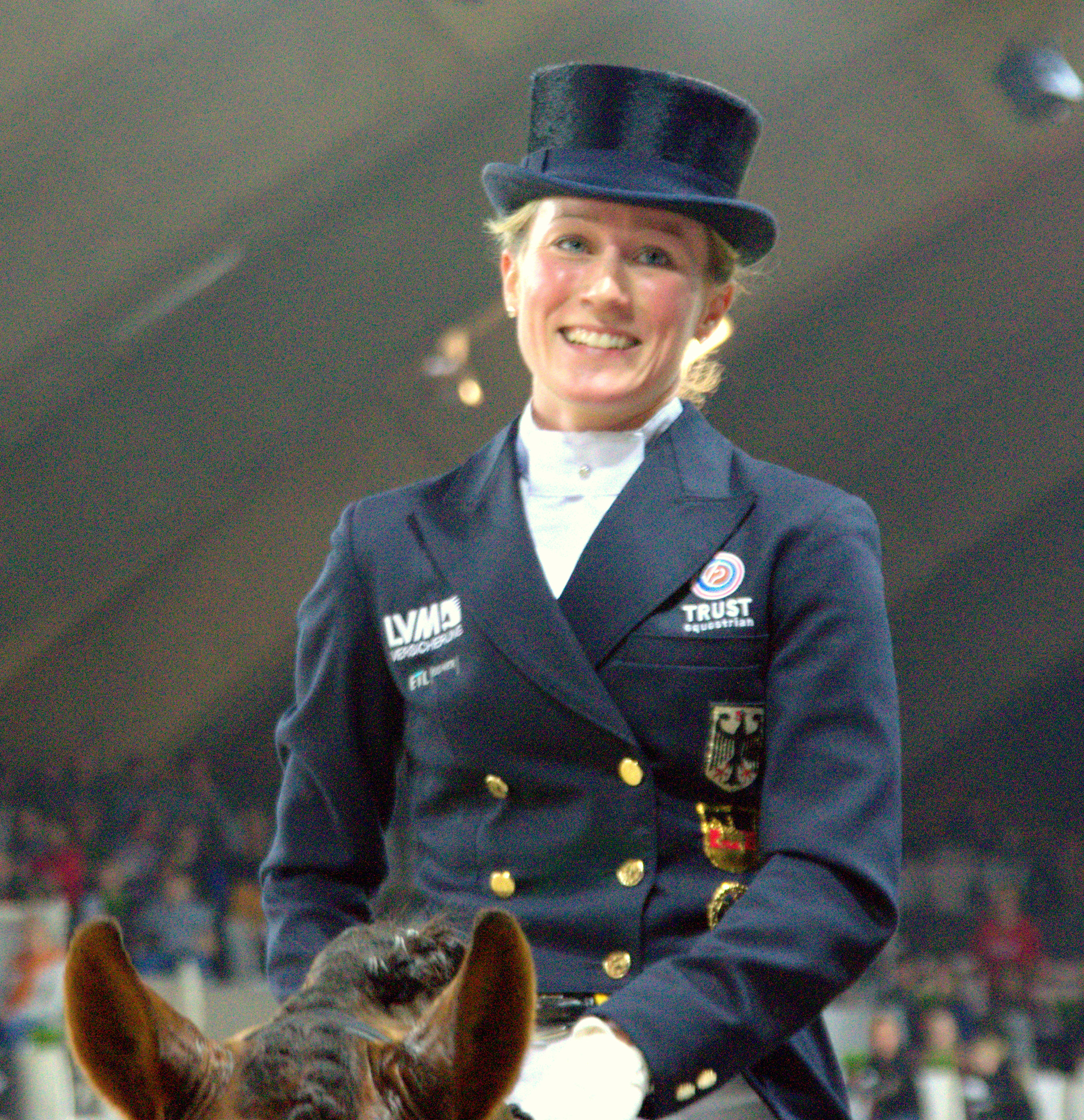
Helen Langehanenberg (2012)

Helen Langehanenberg (* 21. Mai 1982 in Münster) ist eine deutsche Dressurreiterin.

## Werdegang
Ihre Ausbildung zur Pferdewirtin absolvierte Helen Langehanenberg bei Ingrid Klimke in Münster. Im Anschluss daran machte sie ein Praktikum bei Klaus Balkenhol.
Mit 16 Jahren bekam Langehanenberg den damals siebenjährigen Princeton L, den sie gemeinsam mit Ingrid Klimke ausbildete und mit dem sie erstmals Platzierungen bis zum Grand Prix und Grand Prix Spécial erreichte und sich ihr Goldenes Reitabzeichen verdiente.
Mit Damon Hill, der von Ingrid Klimke ausgebildet wurde, siegte sie 2005 bei der Weltmeisterschaft der jungen Dressurpferde. 2007 gewann sie mit drei Pferden drei Titel beim Bundeschampionat und schaffte in der Wintersaison mit Responsible den Durchbruch bis zum Grand Prix Spécial. Daraufhin wurde sie in den Championatskader 2008 berufen. Zudem war sie Reservistin für die Olympischen Spiele 2008. Im selben Jahr siegte sie mit Responsible und der deutschen Mannschaft im Nationenpreis in Saumur und wurde zudem zweite im Grand Prix Spécial. Im Jahr 2010 übernahm Langehanenberg den Hengst Damon Hill von Ingrid Klimke. Im Winter 2010/2011 ritt sie ihre erste vollständige Weltcup-Saison und qualifizierte sich für das Weltcupfinale in Leipzig.
Helen Langehanenberg ist seit Mai 2011 Mitglied des A-Kaders der deutschen Dressurreiter. Bei den Europameisterschaften im Dressurreiten 2011 startete sie mit Damon Hill im Mannschaftswettbewerb, wo sie gemeinsam mit Christoph Koschel (Donnperignon), Isabell Werth (El Santo) und Matthias Alexander Rath (Totilas) den zweiten Platz in der Mannschaftswertung belegte. Sie erreichte im Grand Prix 71,079 % und qualifizierte sich mit dem 14. Platz in der Einzelwertung zum Grand Prix Spécial. Ein Ergebnis von 75,283 % brachte ihr den 8. Platz ein und damit die Qualifikation zur Grand Prix Kür. Auch diese Prüfung schloss sie mit dem 8. Platz ab (80,446 %).
Beim Weltcupfinale 2012 erzielte Langehanenberg mit Damon Hill NRW ein Kürergebnis von 85,143 Prozent – das bedeutete Platz zwei und war das bis dahin beste Ergebnis ihrer Karriere. Im Juni 2012 siegte sie bei den deutschen Meisterschaften in Balve sowohl im Grand Prix Spécial als auch in der Kür und erreichte eine neue persönliche Bestleistung von 88,400 Prozent.
Nach diesen Erfolgen wurde sie für die Olympischen Spiele in London nominiert. Hier vertrat sie zusammen mit Damon Hill NRW die deutsche Mannschaft. Mit Kristina Sprehe und Dorothee Schneider gewann sie in der Mannschaftswertung der Dressur die Silbermedaille. Auch bei der Vorstellung von jungen Pferden war Langehanenberg 2012 erfolgreich: Die von ihr gerittene Damon's Delorange gewann das Bundeschampionat der fünfjährigen Dressurpferde, der von ihr gerittene Fuchswallach Damon's Satelite wurde Bundeschampion der 4-jährigen Stuten und Wallache.
Das Jahr 2013 startete sie mit dem Sieg des Weltcupfinales in Göteborg, mit Damon Hill NRW erzielte sie ein Ergebnis von 88,286 Prozent. In Balve wurde sie mit Damon Hill NRW erneut deutsche Meisterin in beiden Wertungen. Im Juni 2013 befand sie sich mit Damon Hill NRW auf Rang zwei der Weltrangliste. Bei den Europameisterschaften in Herning im August gewann sie zusammen mit Isabell Werth, Kristina Sprehe und Fabienne Lütkemeier den Titel mit der Mannschaft, und gewann sowohl im Grand Prix Spécial als auch in der Kür hinter Charlotte Dujardin die Silbermedaille.
Auch ein Jahr später bei den Weltreiterspielen in der Normandie siegte sie mit der deutschen Equipe, die in der gleichen Besetzung wie bei der EM antrat. In den beiden Einzelwettbewerben wurde sie erneut jeweils Zweite hinter Dujardin. Im Februar des Jahres hatte Helen Langehanenberg mit Damon Hill NRW bei Weltcupturnier in Neumünster ihren persönlichen Ergebnisrekord aufgestellt: Zum ersten Mal überhaupt kam sie in der Grand Prix Kür über 90 Prozent (90,375 %).
Am 10. November 2014 wurde offiziell bekannt gegeben, dass Langehanenberg künftig nicht mehr Damon Hill NRW reiten wird. Die Pferdeeigner konnten sich nicht mit ihr und dem DOKR über die Konditionen des Beritts bis 2016 einigen. Nachdem im Jahr 2015 Prüfungen mit jüngeren Dressurpferden im Vordergrund standen, bekam Langehanenberg im Februar 2016 mit Damsey FRH wieder ein Grand Prix-ausgebildetes Dressurpferd zur Verfügung gestellt. Nach Starts bei zwei nationalen Turnieren bestritt sie erstmals beim Maimarkt-Turnier Mannheim 2016 mit Damsey FRH internationale Prüfungen und gewann hier Grand Prix de Dressage und Grand Prix Spécial.
Bis zum Verkauf an Steffen Peters’ Sponsoren bildete Langehanenberg dessen späteres Championatspferd Suppenkasper bis auf Grand Prix-Niveau aus. Bei den Europameisterschaften 2017 war sie wieder Teil der deutschen Mannschaft. Im Grand Prix, in dem Deutschland die Goldmedaille, erzielte Helen Langehanenberg mit Damsey FRH das viertbeste Einzelergebnis. Weniger gut lief es im Grand Prix Spécial, sodass sie die Qualifikation für die Grand Prix Kür verpasste. Beim Weltcupfinale 2019 gelang Langehanenberg und Damsey FRH eine herausragende Kür, mit 86,571 Prozent kamen sie dort auf Rang drei.

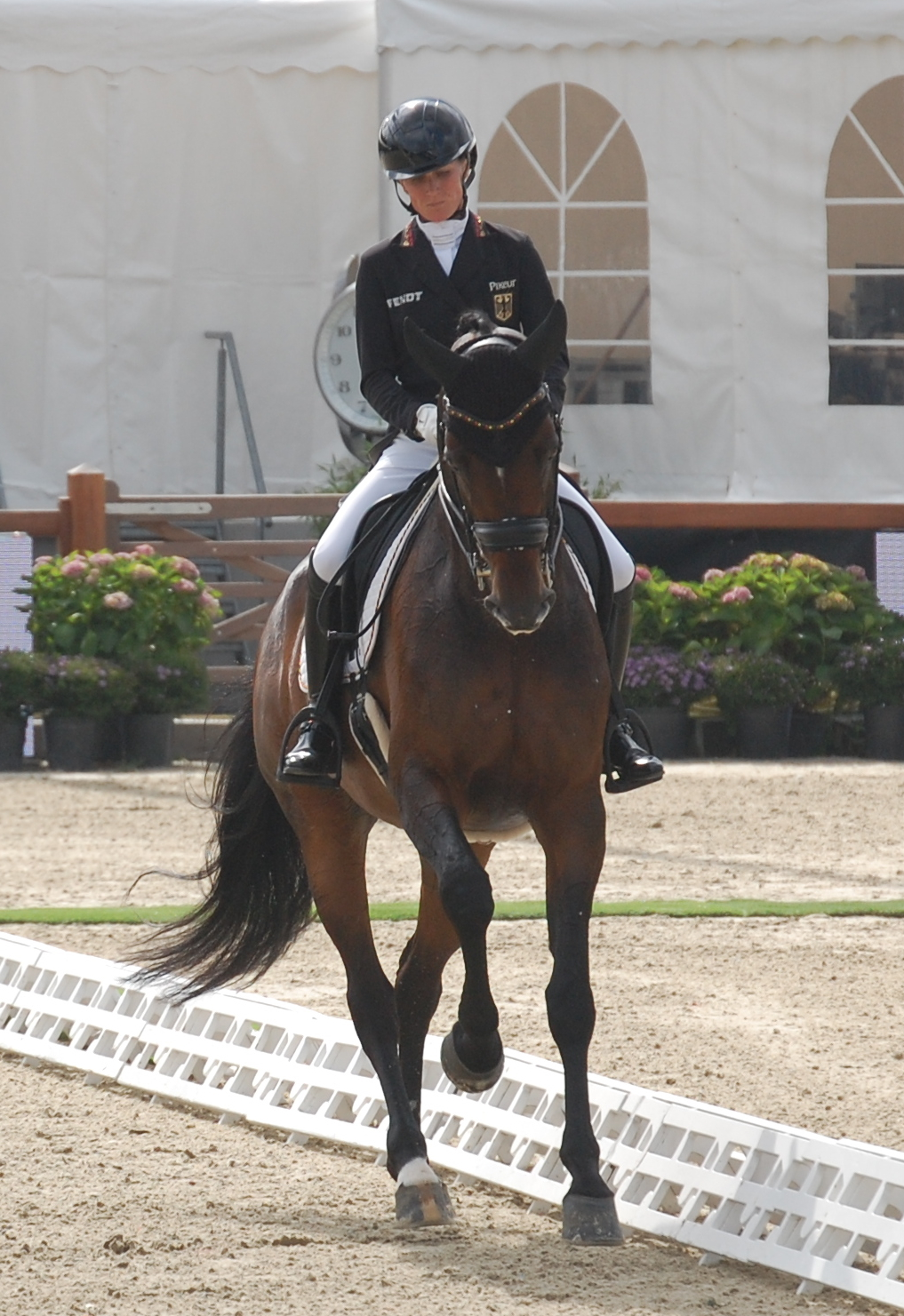
Helen Langehanenberg und Annabelle in der Grand Prix Kür der Europameisterschaften 2021

Während Damsey Anfang 2021 in Doha sein letztes Turnier ging, etablierte sich die Stute Annabelle auf Grand-Prix-Niveau. Für die Olympischen Spiele in Tokio waren Langehanenberg und Annabelle das deutsche Reservepaar. Bei den Europameisterschaften 2021 in Hagen bestritt das Paar dann sein erstes gemeinsames Championat und war am Gewinn der Mannschafts-Goldmedaille beteiligt.
Im Mai 2021 befand sie sich mit Damsey FRH auf Rang 9 sowie mit Annabelle auf Rang 54 der Weltrangliste der Dressurreiter. Für 2021 wurde Langehanenberg gemeinsam mit letzterer Stute in den deutschen Olympiakader berufen.

## Pferde
aktuelle Turnierpferde:
- Daniela 133 (* 2013), braune Hannoveraner Stute, Vater: Damsey FRH, Muttervater: His Highness
- DSP Danny Cool (* 2015), schwarzbrauner DSP-Wallach, Vater: Danciano, Muttervater: Sandro Hit
- Rosenprinz WRT (* 2018), dunkelbrauner Trakehner Wallach, Vater: Helium, Muttervater: Connery
- Legend of Toto Evo (* 2016), dunkelbrauner KWPN-Wallach, Vater: Glock's Toto Jr., Muttervater: Sandreo
- Dreikäsehoch (* 2016), Westfale brauner Wallach, Vater: Dimaggio, Muttervater: Louis le Bon
- Straight Horse Aszenzione (* 2013), braune DWB-Stute, Vater: Blue Hors Zack, Muttervater: Don Schufro
- Zoom 8 (* 2014), brauner Hannoveraner Hengst, Vater: Blue Hors Zack, Muttervater: Don Schufro
- Facilone FRH (* 2012), brauner Hannoveraner Wallach, Vater: Fürstenball OLD, Muttervater: De Niro
- Forbes 7 (* 2011), dunkelbrauner Hannoveraner Wallach, Vater: Fidertanz, Muttervater: Rohdiamant
- Magnanimous (* 2012), Oldenburger Rappwallach, Vater: E.H. Millennium, Muttervater: De Niro
- DSP Define Dynamic (* 2016), DSP-Rapphengst, Vater: Danciano, Muttervater: Samarant
- Sahneschnitte 9 (* 2018), Westfale Fuchswallach, Vater: Secret, Muttervater: Louis le Bon
- Diamantenglanz (* 2019), schwarzbrauner Oldenburger Hengst, Vater: Diamond First, Muttervater: Bon Coeur 5

ehemalige Turnierpferde:

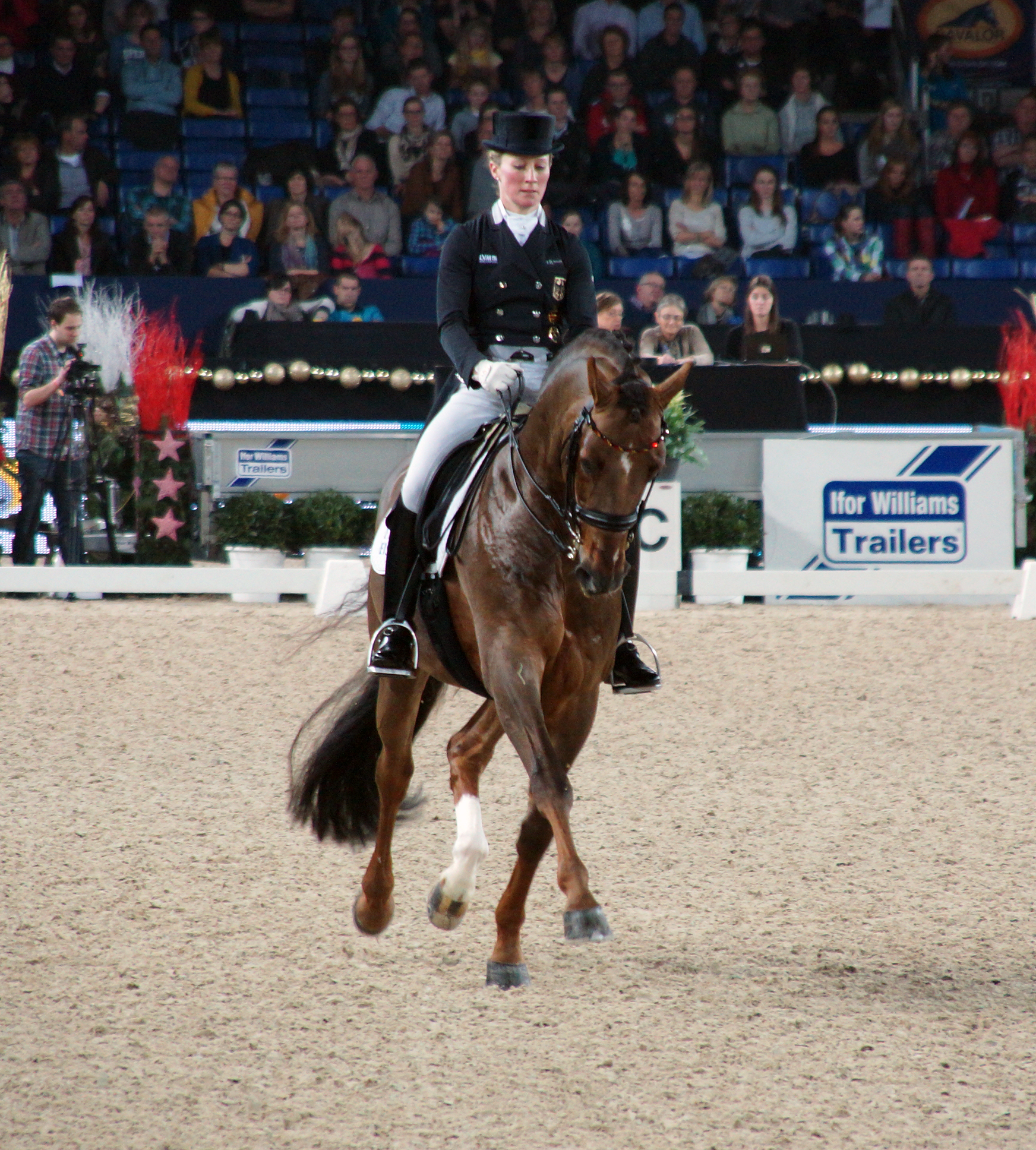
Helen Langehanenberg und Damon Hill NRW

- Damon Hill NRW (* 2000; † 2024), Westfale Dunkeluchs-Hengst, Vater: Donnerhall, Muttervater: Rubinstein I, Besitzer: Christian Becks, bis 2010 von Ingrid Klimke geritten, ab 2015 von Jil-Marielle Becks geritten, zuletzt im Mai 2015 im Sport eingesetzt
- Damsey FRH (* 2002), brauner Hannoveraner Hengst, Vater: Dressage Royal, Muttervater: Ritual; bis 2015 von Steffen Frahm geritten, im März 2021 aus dem Sport verabschiedet[12][13]
- Fürst Khevenhüller (* 2002), Rheinländer Fuchshengst, Vater: Florestan I, Muttervater: Rohdiamant, zuletzt im September 2012 im internationalen Sport eingesetzt
- Hollywood 48 (* 2008; † 2021), brauner Hannoveraner Wallach, Vater: Herzensdieb, Muttervater: Worldly I[14][15]
- Princeton L 8 (* 1992), dunkelbrauner Hannoveraner Wallach, Vater: Prince Thatch xx, Muttervater: Watzmann, zuletzt im Juli 2005 im Sport eingesetzt
- Responsible OLD (* 1999; † 2014), Oldenburger Rappstute, Vater: Rohdiamant, Muttervater: Freudenprinz, wurde 2011 aus dem Sport verabschiedet
- Suppenkasper (* 2008), frühere Namen Danny Boy und Sir Lukas, brauner KWPN-Wallach, Vater: Spielberg, Muttervater: IPS Krack C, ab 2017 unter dem US-Amerikaner Steffen Peters[16], seit September 2024 in Rente[17]
- Annabelle 110 (* 2008), braune Holsteiner Stute, Vater: Conteur, Muttervater Linaro[18], seit März 2023 in der Zucht
- Vayron NRW (* 2011), Westfale brauner Hengst, Vater: Vitalis, Muttervater: Gloster[19], ab 2022 unter Daniel Bachmann Andersen, seit 2024 unter Ingrid Klimke[20][21]
- Bryan 12 (* 2006), dunkelbrauner KWPN-Wallach, Vater: Rubin Royal[22], Muttervater: unbekannt, zuletzt im Oktober 2023 von Elena Starr im Sport eingesetzt
- Frank Sinatra 7 (* 2011), Westfale brauner Wallach, Vater: Fidertanz, Muttervater: Louis le Bon[23], seit Mai 2024 von Nadine Feser geritten
- Tesla 3 (* 2015), KWPN-Fuchshengst, Vater: Vitalis, Muttervater: Glock's Johnson TN, zuletzt im Juni 2022 von Eva Niklova im Sport eingesetzt
- Golden Romance Malleret PS (* 2015), Oldenburger Dunkelfuchs-Hengst, Vater: Governor-Str, Muttervater: Sir Donnerhall I, seit April 2024 von Manuel Dominguez Bernal geritten
- Stolzenberg Malleret (* 2010), dunkelbrauner Oldenburger Hengst, Vater: Sandro Hit, Muttervater: Lord Sinclair I, seit Februar 2025 aufgrund Krankheit in Pension[24]
- Daylight of Bangkok (* 2013), braune Oldenburger Stute, Vater: Dressage Royal, Muttervater: Ritual, seit Mai 2024 von Alexandra Stich geritten
- Schöne Scarlett FRH (* 2013), dunkelbraune Hannoveraner Stute, Vater: Scolari, Muttervater: Londonderry 3, im Januar 2025 von Angie Qin gekauft und geritten
- Kwahu (* 2016), schwarzbrauner Trakehner Hengst, Vater: E.H. Millenium, Muttervater: Münchhausen, im Juni 2025 an Mariam Gurtskaya verkauft

## Erfolge

### Championate und Weltcup
Olympische Spiele
- 2012, London: mit Damon Hill Silbermedaille mit der Mannschaft und 4. Platz in der Einzelwertung

Weltmeisterschaften
- 2014, Normandie: mit Damon Hill 1. Platz mit der Mannschaft, 2. Platz im Grand Prix Spécial, 2. Platz in der Grand Prix Kür

Europameisterschaften
- 2013, Herning: mit Damon Hill 1. Platz mit der Mannschaft, 2. Platz im Grand Prix Spécial, 2. Platz in der Grand Prix Kür
- 2017, Göteborg: mit Damsey FRH 1. Platz mit der Mannschaft, 21. Platz im Grand Prix Spécial
- 2021, Hagen a.T.W.: mit Annabelle 1. Platz mit der Mannschaft, 11. Platz im Grand Prix Spécial, 14. Platz in der Grand Prix Kür

Deutsche Meisterschaften
- 2008, Balve: mit Responsible 6. Platz in der Damenwertung (⌀ 73,104 %)[25]
- 2010, Münster/Westf.: mit Responsible 6. Platz im Grand Prix Spécial (72,042 %), 5. Platz in der Grand Prix Kür (76,800 %)
- 2011, Balve: mit Damon Hill 5. Platz im Grand Prix Spécial (75,042 %), 5. Platz in der Grand Prix Kür (78,950 %)
- 2012, Balve: mit Damon Hill 1. Platz im Grand Prix Spécial (85,822 %), 1. Platz in der Grand Prix Kür (88,400 %)
- 2013, Balve: mit Damon Hill 1. Platz im Grand Prix Spécial (82,167 %), 1. Platz in der Grand Prix Kür (87,400 %)
- 2017, Balve: mit Damsey FRH 5. Platz im Grand Prix Spécial (76,549 %), 4. Platz in der Grand Prix Kür (81,450 %)
- 2019, Balve: mit Damsey FRH 5. Platz im Grand Prix Spécial (77,078 %), 3. Platz in der Grand Prix Kür (84,275 %)
- 2020, Balve: mit Annabelle 8. Platz im Grand Prix Spécial (75,922 %), 5. Platz in der Grand Prix Kür (79,850 %)
- 2021, Balve: mit Annabelle 5. Platz im Grand Prix Spécial (77,804 %), 5. Platz in der Grand Prix Kür (83,475 %)

Weltcupfinale
- 2009, Frankfurt/Main (Weltcupfinale junge Reiter): mit Responsible 5. Platz (75,100 %)
- 2011, Leipzig: mit Damon Hill 7. Platz (74,946 %)
- 2012, ’s-Hertogenbosch: mit Damon Hill 2. Platz (85,143 %)
- 2013, Göteborg: mit Damon Hill 1. Platz (88,286 %)
- 2014, Lyon: mit Damon Hill 1. Platz (87,339 %)

### Wichtige Platzierungen (in Auswahl)
- 2008:

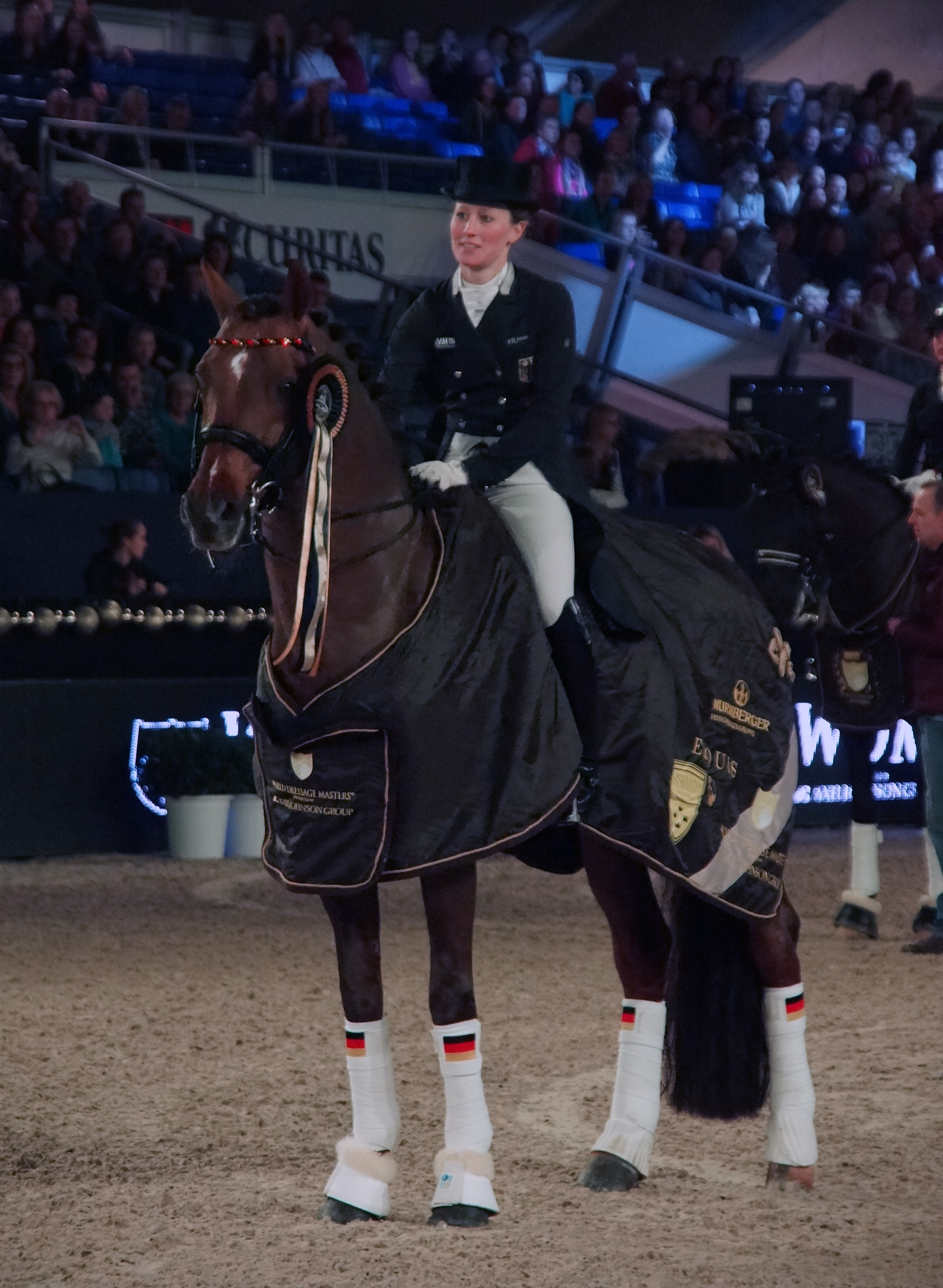
Sieger der Grand Prix Kür beim CDI 5* Mechelen: Helen Langehanenberg und Damon Hill NRW (Dezember 2013)

  - 3. Platz GP Spécial CDI 4* Dortmund mit Responsible (69,640 %)
- 2009:
  - 2. Platz GP Spécial CDIO 3* Saumur mit Responsible (70,917 %)
- 2010:
  - 2. Platz GP Kür CDI 4* Aachen mit Responsible (71,500 %)
- 2011:
  - 3. Platz GP Kür CDI-W Neumünster mit Damon Hill (77,675 %)
  - 1. Platz GP Spécial CDI 4* 's-Hertogenbosch mit Damon Hill (76,958 %)
  - 1. Platz GP Kür CDI 4* Lingen mit Responsible (75,325 %)
  - 1. Platz GP Spécial CDI 4* Aachen mit Damon Hill (74,125 %)
- 2012:
  - 1. Platz GP Kür CDI-W Neumünster mit Damon Hill (83,300 %)
  - 1. Platz GP Kür CDIO 5* Aachen mit Damon Hill (85,150 %)
  - 1. Platz GP Kür CDI-W Stuttgart mit Damon Hill (86,775 %)
- 2013:
  - 1. Platz GP Kür CDI-W Amsterdam mit Damon Hill (86,025 %)
  - 1. Platz GP Kür CDI-W Neumünster mit Damon Hill (87,800 %)
  - 1. Platz GP Kür CDIO 5* Aachen mit Damon Hill (85,300 %)
  - 1. Platz GP Kür CDI-W Stuttgart mit Damon Hill (89,775 %)
  - 1. Platz GP Kür CDI 5* Mechelen mit Damon Hill (85,850 %)
- 2014:
  - 1. Platz GP Kür CDI-W Neumünster mit Damon Hill (90,375 %)
  - 1. Platz GP Spécial CDI 4* Dortmund mit Damon Hill (85,275 %)
  - 2. Platz GP Kür CDIO 5* Aachen mit Damon Hill (86,025 %)
- 2016:
  - 1. Platz GP Spécial CDI 3* Mannheim mit Damsey FRH (70,549 %)
  - 2. Platz GP Spécial CDIO 5* Falsterbo mit Damsey FRH (72,706 %)
  - 2. Platz GP Kür CDI 4* Mallorca mit Damsey FRH (74,975 %)
  - 3. Platz GP Kür CDI 5* Mallorca mit Damsey FRH (76,650 %)
- 2017:
  - 2. Platz GP Kür CDI-W Neumünster mit Damsey FRH (79,150 %)
  - 1. Platz GP Kür CDIO 5* Compiègne mit Damsey FRH (79,575 %)
  - 1. Platz GP Kür CDI 4* Cappeln mit Suppenkasper (75,975 %)
  - 2. Platz GP Spécial CDI 4* Aachen mit Damsey FRH (76,686 %)
  - 3. Platz GP Kür CDI-W Stuttgart mit Damsey FRH (79,615 %)
  - 3. Platz GP Kür CDI 5* Stockholm mit Damsey FRH (82,665 %)
- 2018:
  - 1. Platz GP Kür CDI-W Neumünster mit Damsey FRH (83,880 %)
  - 2. Platz GP Spécial CDIO 5* Aachen mit Damsey FRH (79,021 %)
  - 2. Platz GP Kür CDI-W Herning mit Damsey FRH (81,405 %)
  - 2. Platz GP Kür CDI-W Mechelen mit Damsey FRH (82,880 %)
- 2019:
  - 2. Platz GP Kür CDI-W Neumünster mit Damsey FRH (83,825 %)
  - 2. Platz GP Kür CDI-W ’s-Hertogenbosch mit Damsey FRH (84,875 %)[26]
- 2020:
  - 3. Platz GP Kür CDI-W Neumünster mit Damsey FRH (85,220 %)

### Beste internationale Ergebnisse (seit 2008)
- Grand Prix de Dressage:
  - 2008: 69,208 % (5. Platz beim CDI 4* Donaueschingen mit Responsible)
  - 2009: 70,511 % (6. Platz beim CDI-W YR Frankfurt mit Responsible)
  - 2010: 71,446 % (4. Platz beim CDI-W Odense mit Responsible)
  - 2011: 76,362 % (3. Platz beim CDI 4* Lingen mit Damon Hill)
  - 2012: 82,766 % (1. Platz beim CDI-W Stuttgart mit Damon Hill)
  - 2013: 84,377 % (2. Platz bei der Europameisterschaft in Herning mit Damon Hill)
  - 2014: 84,300 % (1. Platz beim CDI-W Neumünster mit Damon Hill)
  - 2015: —
  - 2016: 73,740 % (1. Platz beim CDI 3* Mannheim mit Damsey FRH)
  - 2017: 77,760 % (4. Platz beim CDI 5* Stockholm mit Damsey FRH)
  - 2018: 78,044 % (1. Platz beim CDI-W Neumünster mit Damsey FRH)
  - 2019: 76,957 % (5. Platz beim Weltcupfinale 2019 in Göteborg mit Damsey FRH)
  - 2020: 76,413 % (6. Platz beim CDI-W Amsterdam mit Damsey FRH)
- Grand Prix Spécial:
  - 2008: 69,640 % (3. Platz beim CDI 4* Dortmund mit Responsible)
  - 2009: 70,917 % (2. Platz beim CDIO 3* Saumur mit Responsible)
  - 2010: 69,833 % (9. Platz beim CDI 4* Dortmund mit Responsible)
  - 2011: 76,958 % (1. Platz beim CDI 4* 's-Hertogenbosch mit Damon Hill)
  - 2012: 80,622 % (2. Platz beim CDIO 5* Aachen mit Damon Hill)
  - 2013: 84,330 % (2. Platz beim Europameisterschaft in Herning mit Damon Hill)
  - 2014: 85,275 % (1. Platz beim CDI 4* Dortmund mit Damon Hill)
  - 2015: —
  - 2016: 72,882 % (5. Platz beim CDI 4* Roosendaal mit Damsey FRH)
  - 2017: 76,686 % (2. Platz beim CDI 4* Aachen mit Damsey FRH)
  - 2018: 79,021 % (2. Platz beim CDIO 5* Aachen mit Damsey FRH)
  - 2019: 75,043 % (11. Platz beim CDIO 5* Aachen mit Damsey FRH)
  - 2020: 75,659 % (1. Platz beim CDI 3* Aarhus (Vilhelmsborg) mit Annabelle)
- Grand Prix Kür:
  - 2008: 69,900 % (7. Platz beim CDI 3* Wiesbaden mit Responsible)
  - 2009: 75,100 % (5. Platz beim CDI-W YR Frankfurt mit Responsible)
  - 2010: 75,500 % (4. Platz beim CDI-W Odense mit Responsible)
  - 2011: 80,446 % (8. Platz bei den Europameisterschaften in Rotterdam mit Damon Hill)
  - 2012: 85,875 % (2. Platz beim CDI 5* Mechelen mit Damon Hill)
  - 2013: 89,775 % (1. Platz beim CDI-W Stuttgart mit Damon Hill)
  - 2014: 90,375 % (1. Platz beim CDI-W Neumünster mit Damon Hill)
  - 2015: —
  - 2016: 76,650 % (3. Platz beim CDI 5* Mallorca mit Damsey FRH)
  - 2017: 82,665 % (3. Platz beim CDI 5* Stockholm mit Damsey FRH)
  - 2018: 83,880 % (1. Platz beim CDI-W Neumünster mit Damsey FRH)
  - 2019: 86,572 % (3. Platz beim Weltcupfinale 2019 in Göteborg mit Damsey FRH)
  - 2020: 85,220 % (3. Platz beim CDI-W Neumünster mit Damsey FRH)

(Ergebnisse Stand 22. Dezember 2020)

## Auszeichnungen
Im November 2012 wurde ihr zusammen mit 163 weiteren Sportlern das Silberne Lorbeerblatt verliehen.

## Privates
2008 heiratete sie Sebastian Langehanenberg geb. Heinze, den sie im Jahr 2000 kennengelernt hatte und mit dem sie sich bereits 2003 selbständig gemacht hatte. Das Paar trennte sich. Mit dem Tierarzt David Lichtenberg ist sie seit 2013 in zweiter Ehe verheiratet, zusammen haben sie zwei Töchter (* 2015) und (* 2018).